# Зајтинген-Оберфлахт
Зајтинген-Оберфлахт (њем. Seitingen-Oberflacht) општина је у њемачкој савезној држави Баден-Виртемберг. Једно је од 34 општинска средишта округа Тутлинген. Према процјени из 2010. у општини је живјело 2.355 становника. Посједује регионалну шифру (AGS) 8327055.

## Географски и демографски подаци
Зајтинген-Оберфлахт се налази у савезној држави Баден-Виртемберг у округу Тутлинген. Општина се налази на надморској висини од 728 метара. Површина општине износи 19,6 km². У самом мјесту је, према процјени из 2010. године, живјело 2.355 становника. Просјечна густина становништва износи 120 становника/km².